# Gamani Corea
Gamani Corea (* 4. November 1925 in Britisch-Ceylon (heute Sri Lanka); † 3. November 2013 in Colombo, Sri Lanka) war ein sri-lankischer Diplomat, der unter anderem von 1974 bis 1984 Generalsekretär der Konferenz der Vereinten Nationen für Handel und Entwicklung (UNCTAD) war.

## Leben
Nach dem Schulbesuch studierte Corea zunächst an der University of Ceylon sowie später am Corpus Christi College der University of Cambridge. Ein anschließendes postgraduales Studium der Wirtschaftswissenschaft an der University of Oxford schloss er mit einem Philosophiae Doctor (Ph.D. Economics) ab.
Danach trat er 1952 in den Regierungsdienst des damaligen Ceylon und übernahm zunächst Aufgaben im Planungssekretariat des Ministeriums für Planung und Wirtschaft und war gleichzeitig bis 1960 auch Sekretär des Nationalen Planungsrates. Als Direktor für wirtschaftliche Forschung der Bank of Ceylon in den Jahren 1960 bis 1964 gehörte er 1964 zu einem Expertenteam, das die Gründung der UNCTAD vorbereitete. Nach der Gründung am 30. Dezember 1964 war er 1965 sowie 1969 Vorsitzender der UNCTAD-Expertengruppe für Internationale Währungsangelegenheiten. Währenddessen war er zunächst von 1965 bis 1970 Ständiger Sekretär im Ministerium für Planung und Wirtschaftsangelegenheiten und anschließend bis 1973 Vizegouverneur der Bank of Ceylon.
Nach einer Tätigkeit als Vorsitzender einer Konferenz der Vereinten Nationen über Kakao im Jahr 1972 war er zwischen 1972 und 1974 Vorsitzender des UN-Komitees für Entwicklungsplanung, dessen Mitglied er bereits vorher war. Daneben war er 1973 Botschafter Sri Lanks in der Europäischen Wirtschaftsgemeinschaft (EWG) sowie den Benelux-Staaten.
Im April 1974 wurde Corea als Nachfolger von Manuel Pérez-Guerrero zum dritten Generalsekretär der UNCTAD berufen und bekleidete diese Funktion über zehn Jahre bis Dezember 1984.
Nach seinem Ausscheiden bei der UNCTAD übernahm er weiterhin wichtige Aufgaben innerhalb von internationaler völkerrechtlicher Organisationen, insbesondere bei den sogenannten Süd-Süd-Angelegenheiten der Dritten Welt. Er war unter anderem zwischen 2002 und 2003 Vorsitzender des South Centre, einer Organisation von Entwicklungsländern mit Sitz in Genf.

## Veröffentlichungen
Neben seinen zahlreichen Tätigkeiten verfasste er auch einige Fachbücher, die sich mit den Themen Dritte Welt, Entwicklungsländern und dem Nord-Süd-Konflikt beschäftigen. Zu seiner bekanntesten Veröffentlichung gehören:
- Umstrittene Weltwirtschaftsordnung, 1977
- UNCTAD and the north-south-dialog, 1979
- Need for change, 1980
- Taming Commodity Markets, 1992